# Elvira Salvo
María Elvira Salvo Ferrari (Montevideo, 2 de marzo de 1905 - Montevideo, 16 de julio de 2009) fue una empresaria uruguaya de radio y televisión, una de las pioneras de la televisión en su país.

## Biografía
Nació en Montevideo el 2 de marzo de 1905, era hija de inmigrantes italianos y empresarios textiles, los cuales tenían una importante tienda textil en el Paso Molino, sobre la avenida Agraciada. Posteriormente su familia, pero fundamentalmente sus hermanos, ordenaron construir el Palacio Salvo, del cual fueron propietarios por muchos años.
En 1927 se casó en primeras nupcias con Carlos Leocardio Romay Fernández, un médico e importante empresario radioaficionado, quien en 1924 había fundado Radio Monte Carlo; producto de este matrimonio nacieron cuatro hijos, enviudando años después. Tiempo después contrajo matrimonio con el escritor Joaquín Martínez Arboleya.
En 1961 junto a su hijo Hugo Romay, fundó el segundo canal de televisión de Uruguay Monte Carlo TV, con la adquisición y creación de otros canales, irían consolidando lo que es hoy el Grupo Monte Carlo.
Durante mucho tiempo, fue una importantísima benefactora del Cottolengo don Orione de Montevideo.
Falleció en julio de 2009 a los 104 años, en Montevideo. Fue sepultada en el Cementerio de la Teja.